# Budakalász HÉV-állomás
Budakalász HÉV-állomás egy Pest vármegyei HÉV-állomás, melyet a MÁV-HÉV Helyiérdekű Vasút Zrt. (MÁV-HÉV) üzemeltet Budakalász településen.
A központ közelében helyezkedik el, attól délre, közúti elérhetőségét az 1115-ös útból kiágazó 11 305-ös számú mellékút (Ady Endre utca / Vasút sor) biztosítja.

## Forgalom
| Járat | Útvonal | Gyakoriság      |
| ----- | --- | --------------- |
|       | Batthyány tér – Margit híd, budai hídfő – Szépvölgyi út – Tímár utca – Szentlélek tér – Filatorigát – Kaszásdűlő – Aquincum – Rómaifürdő – Csillaghegy – Békásmegyer – Budakalász – Budakalász, Lenfonó – Szentistvántelep – Pomáz – Pannóniatelep – Szentendre | 7-30 percenként |

## Megközelítés budapesti tömegközlekedéssel
- Éjszakai busz:  943